# Округ Крофорд (Канзас)
Округ Крофорд (енгл. Crawford County) је округ у америчкој савезној држави Канзас. По попису из 2010. године број становника је 39.134. Седиште округа је град Џирард.

## Демографија
Према попису становништва из 2010. у округу је живело 39.134 становника, што је 892 (2,3%) становника више него 2000. године.
| Група             | 2000.          | 2010.          |
| Белци             | 35.282 (92,3%) | 34.842 (89,0%) |
| Афроамериканци    | 699 (1,8%)     | 785 (2,0%)     |
| Азијати           | 425 (1,1%)     | 476 (1,2%)     |
| Хиспаноамериканци | 910 (2,4%)     | 1.762 (4,5%)   |
| Укупно            | 38.242         | 39.134         |